# Epigelasma triplicifascia
Epigelasma triplicifascia là một loài bướm đêm trong họ Geometridae.